# 비요

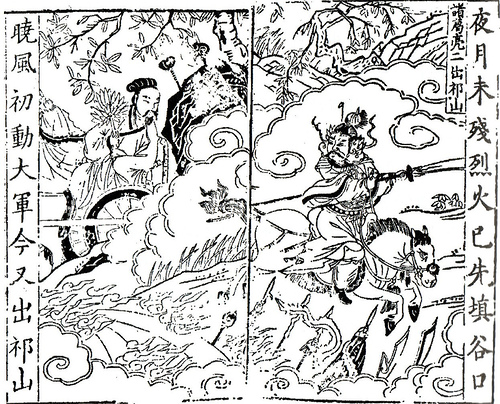

비요(費曜, ? ~ ?)는 중국 삼국 시대 위나라의 장군이다. 한자 표기가 보통은 費曜인데 費耀, 費瑤, 費繇로 쓰인 경우도 있다. 관서(關西)에서 복무했고 후장군까지 올랐다.

## 생애
220년(연강 원년) 주천군 일대에서 들고일어난 장진(張進) 등을 금성태수 소칙이 진압하였다. 조진의 명령으로 비요도 가서 도왔다. 221년(황초 2년) 양주의 노수호(盧水胡) 이건기첩(伊健妓妾), 치원다(治元多) 등이 위나라에 반기를 들었다. 장기가 양주자사로 전임되어 토벌을 맡고 비요와 하후유(夏侯儒)도 후속부대로 파견되었다. 장기는 속공과 복병을 구사하여 대승을 거두었고 비요도 하후유보다 먼저 도착해 도움을 주었다.
228년(태화 2년) 제갈량이 북벌을 개시하였다. 그 선봉 부대를 장합과 함께 가정(街亭)에서 분쇄하여 수포로 만들었다. 섣달, 제갈량이 다시 북진해 진창성(陳倉城)이 포위당하자 조진의 명을 받아 지원군으로 달려갔다. 230년 위연과 오의가 강족이 있는 남안군으로 들어갔기에 옹주자사 곽회와 아울러 양계(陽谿)에서 맞섰다가 패하였다. 231년 지휘관이 사마의로 바뀌었다. 대릉, 곽회와 더불어 군사 4천 명으로 천수군 상규현(上邽縣)를 지켰는데 이곳에서 사마의를 요격하려던 제갈량의 공격을 받아 격파당했다.

## 삼국지연의
사서가 아닌 소설 《삼국지연의》에서는 費耀(비요)로 표기하였다. 제갈량의 제2차 북벌 때 조진의 부장으로 등장한다. 내통해온 강유를 수상히 여겨 조진에게 ‘내통이 사실이라면 조진에게 공을 돌리고 계략이라면 자신이 감당하겠다’며 본대는 기다리게 하고 자원해서 군 일부인 5만 명을 이끌고 나선다. 비요의 예상대로 함정이었고 대패해 자결한다. 제갈량과 강유는 조진을 낚지 못한 것을 아쉬워한다.

## 같이 보기
- 삼국지 인물 목록